# Sandsjöolyckan
Sandsjöolyckan var en järnvägsolycka vid Sandsjö station (efter 1922 Bodafors) mellan Nässjö och Sävsjö på Södra stambanan den 23 december 1864. Sju personer omkom vid olyckan och elva skadades. Olyckan var den första större järnvägsolyckan i Sverige, varför den gavs stor uppmärksamhet i dåtidens medier. Dagens Nyheters omfattande och snabba rapportering (redan dagen efter olyckan) grundlade tidningens ställning som Sveriges första riksomfattande dagstidning.

## Olycksförloppet
På morgonen 23 december 1864 kl 8.05 avgick ordinarie blandade tåget från Nässjö mot Malmö. Sist i tåget fanns en signal med betydelsen att extra tåg kommer snart efter. Tågets första uppehåll var Sandsjö (Bodafors), 17 km söder om Nässjö. Extratåget avgick 20 minuter efter blandade tåget. Det bestod mest av tomma vagnar. Extratåget höll hög hastighet, högre än reglementerat, och kunde inte stanna vid infartssignalen till Sandsjö, en semafor som stod på stopp. Före stationen fanns även en vägövergång som enligt då rådande utformning hade en grind tvärs över spåret. Tåget körde igenom denna grind och därefter inträffade olyckan när extratågets lok borrade sig in i blandade tågets sista vagn. I vagnen fanns 16 personer varav 7 omkom, övriga skadades. Även två andra personer i tåget skadades. De resande i tåget var till stor del hemvändande järnvägsarbetare från järnvägsbygget Katrineholm–Norrköping.

## Rättsligt efterspel
Efter en lång rättsprocess dömdes extratågets lokförare Gustaf Albert Rix av häradsrätten i Komstad (från 1908 Sävsjö häradsrätt) till ett års straffarbete. Han ådömdes även att betala stora skadestånd till skadade och efterlevande. Fängelsestraffet började avtjänas i mars 1866 efter drygt ett års häktning. De ekonomiska skadestånden övertogs dock av staten.